# 자유 다드라 나가르하벨리
자유 다드라 나가르하벨리(Free Dadra and Nagar Haveli)는 1954년에 인도가 다드라 나가르하벨리를 사실상 병합하여 1961년 고아 병합과 함께 1961년 인도에 정식으로 병합될때까지 이 지역을 통치한 정치체이다.